# Incisura preoccipital
La incisura preoccipital de Meynert (incisura praeoccipitalis) es un surco que une el lóbulo occipital y el lóbulo temporal. Está considerada un punto de referencia en el cerebro ya que el lóbulo occipital está localizado justo detrás de la línea que conecta la incisura con el surco parieto occipital. 
Aparece como una pequeña muesca en la porción posterior del lóbulo temporal inferior. Está situado aproximadamente a 5 centímetros delante del polo occipital, en el borde infero-lateral. 

## Galería

Preoccipital Muesca (mostrado en rojo)

- Datos: Q3063908
- Multimedia: Preoccipital notch / Q3063908